# Habitatge plurifamiliar al carrer Tapioles, 28 (Barcelona)
Habitatge plurifamiliar al carrer Tapioles, 28 és una obra de Barcelona protegida com a Bé Cultural d'Interès Local.

## Descripció
Aquesta casa es troba al carrer Tapioles, al Poble Sec. És un edifici entre mitgeres que consta de planta baixa, cinc pisos i terrat. A la planta baixa s'obren tres portes allindades, la central es correspon amb el portal i les laterals són locals comercials. El parament està decorat amb franges horitzontals i per sobre les obertures hi ha un fris decorat amb motius vegetals en relleu. A la primera i segona planta tres portes s'obren a un balcó corregut amb la barana de ferro forjat, molt treballat, i la llosana, que és més ample a la zona central, es recolza sobre mènsules esculpides. La zona central del primer pis queda tancada amb una galeria de ferro i vidre que es va afegir posteriorment a la construcció de l'edifici. Als tres pisos superiors s'obren dues obertures per planta seguint els eixos longitudinals de les portes dels extrems dels dos pisos inferiors. Aquestes donen a balcons individuals similars als altres. Les obertures tenen els brancals decorats amb fines columnes amb capitells amb decoració vegetal que s'estén cap als extrems i la llinda decorada amb una motllura i un relleu vegetal. La porta central del segon pis, a més a més, té una columna al centre que aguanta la llinda. L'espai deixat lliure al centre en els tres pisos superiors està ocupat per un gran esgrafiat emmarcat per una motllura; es representa una al·legoria a la indústria amb una home assegut que es recolza sobre una roda d'engranatge i té darrere una xemeneia de fabrica de la que surten elements vegetals com si fos un arbre. La resta del parament està decorat amb esgrafiats florals. La façana està coronada per un fris on se situen uns respiralls i les mènsules que aguanten un ràfec decorat també amb esgrafiats. La façana queda emmarcada, a partir del primer pis, per dues columnes nervades i anellades, motiu que es repeteix en altres immobles del barri, amb capitell vegetal i que també aguanten el ràfec que corona l'edifici.